# Marathon van Hamburg 2010
De marathon van Hamburg 2010 werd gelopen op zondag 25 april 2010. Het was de 25e editie van de marathon van Hamburg. Nadat hij in voorbije jaren al drie keer als tweede de finish was gepasseerd, lukte het de Keniaan Wilfred Kigen ditmaal eindelijk om de zege naar zich toe te halen. Hij finishte in 2:09.22. Zijn landgenote Sharon Cherop Chemutai haalde bij de vrouwen als eerste de eindstreep in 2:28.38.
In totaal finishten 14.168 marathonlopers, waarvan 2939 vrouwen.

## Uitslagen

### Mannen
| rang   | naam            | land | tijd    |
| ------ | --------------- | ---- | ------- |
| Goud   | Wilfred Kigen   | KEN  | 2:09.22 |
| Zilver | Urige Buta      | ETH  | 2:09.27 |
| Brons  | Beraki Beyene   | ERI  | 2:10.06 |
| 4      | Justus Kiprono  | KEN  | 2:10.16 |
| 5      | Mathew Kibowen  | KEN  | 2:10.57 |
| 6      | Ignacio Caceres | ESP  | 2:12.49 |
| 7      | Regis Bordier   | FRA  | 2:22.31 |
| 8      | Alvaro Jimenez  | ESP  | 2:23.48 |
| 9      | Vincent Nothum  | LUX  | 2:27.35 |
| 10     | Magnus Kreth    | GER  | 2:28.27 |

### Vrouwen
| rang   | naam               | land | tijd    |
| ------ | ------------------ | ---- | ------- |
| Goud   | Sharon Cherop      | KEN  | 2:28.38 |
| Zilver | Degefa Eshetu      | ETH  | 2:29.48 |
| Brons  | Beata Naigambo     | NAM  | 2:33.00 |
| 4      | Elizabeth Chemweno | KEN  | 2:33.24 |
| 5      | Tatyana Mezentseva | UKR  | 2:34.24 |
| 6      | Selina Chelimo     | KEN  | 2:37.20 |
| 7      | Alemitu Bekele     | BEL  | 2:37.35 |
| 8      | Lillian Chelimo    | KEN  | 2:40.41 |
| 9      | Kajsa Berg         | SWE  | 2:45.29 |
| 10     | Johanna Kykyri     | FIN  | 2:46.10 |
| 11     | Ursula Bredlinger  | AUT  | 2:46.14 |
| 12     | Barbara Sanchez    | IRL  | 2:46.28 |
| 13     | Cecilia Fager      | SWE  | 2:47.23 |
| 14     | Judit Pettko       | HUN  | 2:47.30 |

1986 · 1987 · 1988 · 1989 · 1990 · 1991 · 1992 · 1993 · 1994 · 1995 · 1996 · 1997 · 1998 · 1999 · 2000 · 2001 · 2002 · 2003 · 2004 · 2005 · 2006 · 2007 · 2008 · 2009 · 2010 · 2011 · 2012 · 2013 · 2014 · 2015 · 2016 · 2017